# Discografia de The Ting Tings
A Discografia de The Ting Tings, uma banda de indie pop inglesa, consiste de um álbum de estúdio, três extended plays (EP), seis singles e sete videoclipes.

## Álbuns
| Ano  | Detalhes do Álbum |
| ---- | --- |
| 2008 | We Started Nothing - Lançado: 16 de maio de 2008 - Gravadora: Columbia (#88697313342) - Formatos: LP, CD, CD/DVD, download digital |

## Extended plays
| Ano  | Detalhes do Álbum                                                                                                  |
| ---- | --- |
| 2008 | iTunes Live: London Festival '08 - Lançado: 26 de agosto de 2008 - Gravadora: Sony BMG - Formato: Download digital |
| 2008 | Live from SoHo - Lançado: 13 de setembro de 2008 - Gravadora: Sony BMG - Formato: Download digital                 |
| 2008 | Live at Lollapalooza 2008 - Lançado: 30 de setembro de 2008 - Gravadora: Sony BMG - Formato: Download digital      |